# Archidiecezja Guwahati
Archidiecezja Guwahati (łac. Archidioecesis Guvahatina, ang. Archdiocese of Guwahati) – rzymskokatolicka archidiecezja ze stolicą w Guwahati w stanie Asam, w Indiach. Arcybiskupi Guwahati są również metropolitami metropolii o tej samej nazwie.

## Historia
30 marca 1992 papież Jan Paweł II erygował diecezję Guwahati. W dniu 10 lipca 1995 roku ten sam papież podniósł diecezję do rangi archidiecezji metropolitarnej.